# Yasser Triki
Mohamed Yasser Al-Tahar Triki (en árabe: محمد ياسر الطاهر•تريكي‎; Constantina, 24 de marzo de 1997) es un deportista argelino que compite en atletismo, especialista en la prueba de triple salto.
Ganó una medalla de plata en el Campeonato Mundial de Atletismo en Pista Cubierta de 2024. Participó en los Juegos Olímpicos de Tokio 2020, ocupando el quinto lugar en su especialidad.

## Palmarés internacional
| Campeonato Mundial en Pista Cubierta | Campeonato Mundial en Pista Cubierta | Campeonato Mundial en Pista Cubierta | Campeonato Mundial en Pista Cubierta |
| Año                                  | Lugar                                | Medalla                              | Prueba                               |
| ------------------------------------ | ------------------------------------ | ------------------------------------ | ------------------------------------ |
| 2024                                 | Glasgow (Reino Unido)                | Medalla de plata                     | Triple salto                         |